# Sophronisca mirei
Sophronisca mirei là một loài bọ cánh cứng trong họ Cerambycidae.